# ホームセンター

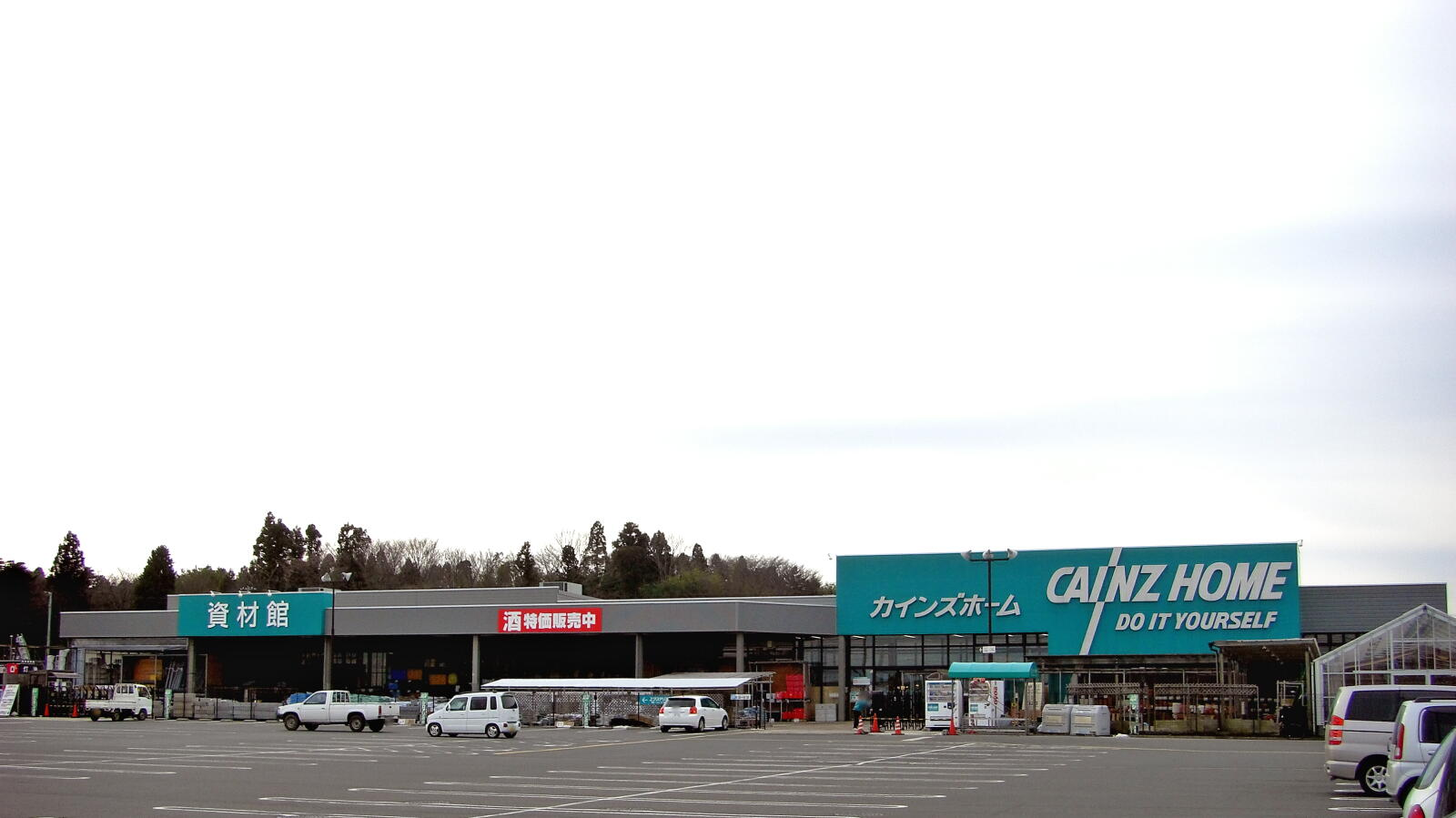
ホームセンター
（カインズホーム原町店）

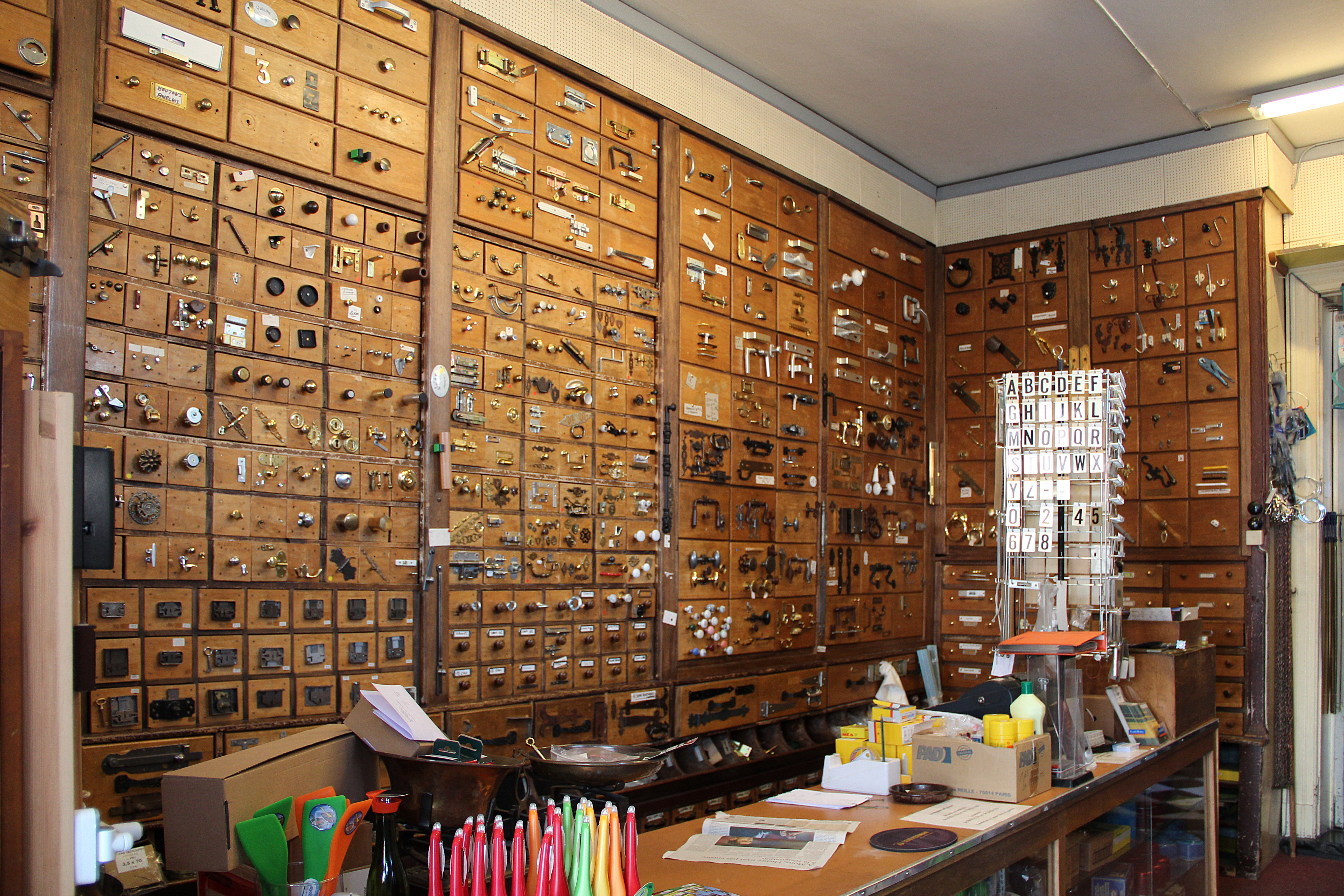
Soigniesの（ベルギー） - 典型的な古いハードウェアストアの内部。

ホームセンター（英: home improvement center, home center）とは、主として日用雑貨や住宅設備に関する商品を販売する小売店の業態である。

## 主な取扱い分野
- DIY（Do It Yourself）：家庭の設備機器などの小修理や改造などを使用者自身が行うこと。
- BIY（Buy It Yourself）：家庭の設備機器などを使用者が購入し、専門業者に取り付けを頼むこと。
- SIY（Supervise It Yourself）：家庭の設備機器の選び方・専門業者の選定方法などの助言を得ること。
- さらに、近年では家のリフォームの窓口としての機能が注目されている[1]。

具体的に販売されている商品として、下記のようなものがある。大型店では、本職の大工や配管工事などの業務（プロ）用の要求にも、ある程度までは対応できる品揃えを持つ場合もある。
- DIY関連
  - 木材、釘、配管材、水栓、便器、ねじ、ボルト、ナット
  - 建材（床材、建具、壁紙、断熱材）
  - 工具、電動工具、塗料
  - 作業着、作業用品（軍手、ウエス、安全靴など）
  - アンテナ製品（UHFアンテナ、FMアンテナ、BS・CSアンテナなど）
- 自動車用品
  - エンジンオイル、バッテリ、などの消耗品
  - LEDライト、電源ケーブルなどの電装品
  - カーオーディオ、スピーカー、カーナビ（一部店舗を除く）
    - 自動車用品専門店との競争が激化している。
- 広い意味での家庭用品
  - ホームファニシング（ホームファッション、ホームファニチャー）：家具・カーテン・カーペットなど商品だけではなく、その組み合わせを提案する販売方法が求められるようになった。
  - 電気製品、ガス器具
    - 一般の電器店や家電量販店ではほとんど扱っていない電材（配線材料）関係の扱いがあるが、一般電気製品については乾電池、電球、蛍光灯などの消耗品や白物家電、照明器具、健康・美容器具や小型、中型のテレビ、ラジオ、ラジカセに限られる。

  - 生活雑貨・日用品
    - 清掃用具、洗濯用・清掃用洗剤（業務用の大型サイズのものもある）
    - 調理用具、食器類
    - 文房具、事務用品
    - トイレットペーパー、ティッシュペーパー、紙おむつ、生理用品
    - 時計（掛け時計、腕時計、置時計など全般）
    - 消火器（業務用の大型サイズのものもある）
    - 喫煙具：ライターや灰皿など

  - 合鍵作成サービス
- 衣料品（一部店舗を除く）
  - ファッション性の薄い衣料、肌着、下着など
- 靴（一部店舗を除く）
- 食品（一部店舗を除く）
  - カップめん、レトルト食品、菓子、清涼飲料水、米
- 酒類（一部店舗を除く）
  - 日本酒、ビール、焼酎など
- 書籍（一部店舗を除く）
  - 雑誌、漫画、地図など
- レジャー用品
  - テント、バーベキュー用火鉢、木炭などアウトドア用品
- ペット関連商品
  - ペットフード
  - おもちゃ
  - 首輪、爪切りなど
  - 犬・猫・ハムスター・鑑賞魚などの生体（一部）
- 園芸用品・農業資材
  - 鉢植え、樹木・野菜などの苗
  - 肥料、用土、プランター、植木鉢
  - 農業用フィルム（マルチ）
  - 農薬
  - 農業機械（刈払機、耕運機など）
- 灯油（一部店舗を除く）

以下のような3分野ととらえることもある。
- HI（Home Improvement）：住まいと暮らしの改善を目的とした、ホームインプルーブメント - 木材、建材、道具工具など、元来のホームセンターの商品分野。金物店の大型化といえる
- HK（House Keeping）：日常的な家庭生活に不可欠なハウスキーピング - ドラッグストアや薬局が扱っていた商品の取り込み分野で、日常購買のうち生鮮食料品でないものを抱え込む。米、ペットフードなど嵩高品、重量品も取り込むようになってきている。
- CL（Car Leisure）：カー・レジャー - 自動車関係、キャンプ用品など、隣接する専門分野からの取り込み。スポーツ用品店、自転車店の大型化といえる。

## 日本における歴史

### 1960年代
1968年に、岩手県盛岡市の（有）斎清金物店が小売部を分離し（有）ホームセンターを設立。日本で最初にホームセンターという名称を使ったという。
1969年に、アメリカ合衆国のハードウェアショップをヒントにしたジュンテンドーが島根県益田市に、ハウジングランド順天堂駅前店を開店。
同年9月には、村内ホームセンター（現：村内ファニチャーアクセス）が東京都八王子市に開店。ロードサイド型店舗で巨大な駐車場を備え、家具を中心として絨毯、照明などのインテリアをモデルルームのようにそろえた。展示だけではあったものの当時は珍しかった外車も並べられ話題を呼んだ。ただし、近年の日本で使われる「ホームセンター」が指す形態とは若干趣が異なる。

### 1970年代
日本で最初の「現代の」ホームセンターであるともいえるドイトの与野店が1972年に開業した。1975年（昭和50年）8月には群馬県山田郡大間々町（現：みどり市）にセキチュー1号店を開店。
1976年、石黒ホーマ（現：DCMホーマック）の第1号店である中園店が北海道釧路市にオープンした。また、専門外の事業者も参入していた。

### 1980年代
大規模小売店舗法で店舗面積が規制されたため他の業態が切り捨てた分野を取り込んで、バラエティストア化した。コールドチェーンの確保が必要な生鮮食料品や、流行に左右されやすいファッション衣料品以外の多種多様な商品を扱うようになった。
郊外のロードサイドの工場跡地などへ、広い売り場面積、多台数の駐車場でのチェーン展開が始まった。薬剤師の常駐が必要なドラッグストアや、地元商店街との調整が難航した総合スーパーマーケットに比べ出店店舗が多かった。

### 1990年代
食品スーパーマーケット・ドラッグストアとともにネイバーフットショッピングセンターに出店することが多くなった。
大手事業者への集中や、小規模事業者の廃業・業態転換が目立つようになった。

### 2000年代
大規模小売店舗立地法の施行により、都市近郊や郊外での他の業態との競争の激化が起こり、各企業ごとに違った戦略がとられるようになった。
- 農業や工務店向けの業務用需要を取り込む。PRO需要専門店の展開。
- 地価の下がった都心部へ出店する。
- 農村部への出店が可能な小型店舗の開発。
- 100円ショップをテナントとして導入し雑貨を任せて、DIY・BIY・SIYに特化する。
- 生鮮食料品を取り扱ってスーパーセンターとなる。
- 1,000m2を少し下回る小型店の展開と、10,000m2を超える大型店の展開の併用。

### 2010年代以降
多くのホームセンターが創業者から後継者への代替わりの時期を迎え、ニトリホールディングスによる島忠買収、アークランドサカモトによるビバホーム買収、カインズによる東急ハンズ買収のようにホームセンター大手も巻き込んだ業界再編が起きるようになった。

## 日本のホームセンター
2023年10月時点で164社、4300店舗（プロストア、ホームファニシング・家具、ディスカウントストア、スーパーセンターなどの形態を除く）となっている。
- 五十音順、系列下の店は親会社に含む。
- 「会社名（親会社等の系列・本社所在地）」「店舗数」「年間売上高（連結）」の順に記載。
- 太字は売上高上位10社（年によって変動あり）。

### あ行
- アイリスプラザ（ダイシン）（仙台市宮城野区） 15店舗（2009/5） 85億4500万円（2008/2）：アイリスオーヤマグループ。
- アークランズ（ホームセンタームサシ）（新潟県三条市）
  - ビバホーム（スーパービバホーム）（埼玉県さいたま市 2022年9月にアークランズへ吸収合併）（元：LIXILグループ）
- アヤハディオ（綾羽グループ、滋賀県大津市） 26店舗/321億円（2010/3）
- アレンザホールディングス（福島県福島市）：バローホールディングスグループ。
  - ダイユーエイト（福島県福島市）
    - 日敷（ホームセンターハッピー）（秋田県湯沢市）

  - タイム （ホームセンタータイム）（岡山市北区） 16店舗（2019/4）
  - ホームセンターバロー（岐阜県多治見市） 36店舗（2015/9）。元はバローホールディングス傘下だったが、バローホールディングスとアレンザホールディングス（旧：ダイユー・リックホールディングス）の経営統合に伴い、2019年4月よりアレンザホールディングス傘下となる。
    - ホームセンター・アント（愛知県春日井市） 5店舗（2023/6）/28億1400万円（2023/6） - 2023年11月、ホームセンターバローがホームセンター・アントと持株会社のNSAKを買収[3]。2024年3月1日付でアントとNSAKを吸収合併し、同月中に店舗をホームセンターバローに転換した[4]。
- イオン九州（ホームワイド、ホームワイドプラス、スーパーワイドマート） 47店舗（2010/6）
- 一号舘（ホームセンターミスタートンカチ）（三重県四日市市）5店舗
- いない（ハウジングランドいない、スーパーホームセンターいない）（鳥取県倉吉市） 22店舗（2006年2月期）185億円（2006年2月期）
- エンチョー（ジャンボエンチョー）（静岡県富士市） 34店舗（2006/9） 460億円（2005年度）
- おうちDEPO（オウチデポ）（東京都国分寺市） 19店舗（2021/12） 51億円（2016年2月度） - Olympicグループ

### か行
- カインズ（カインズホーム）（ベイシアグループ傘下、埼玉県本庄市）
  - ハンズ（旧称：東急ハンズ 東急グループ傘下→2022年3月にカインズが買収し、子会社化、東京都新宿区）66店舗（2015/3）/876億円（2015/3）
- 菅文（ホームセンターかんぶん）岩手県二戸市 11店舗 82億円
- 嘉穂無線（グッデイ）（福岡県那珂川市） 60店舗（2008/7） 340億円（2007/3）
- カンセキ（ホームセンターカンセキ）（栃木県宇都宮市） 29店舗（2006/9） 316億円（2006/2）
- コーナン（ホームセンターコーナン、ホームストック、コーナンPRO）（大阪府堺市西区）
  - 日曜大工センターまるちょう（和歌山県和歌山市 2002年コーナンの子会社和歌山コーナン株式会社となり、翌年コーナン商事へ吸収合併）
  - ビーバートザン（ホームセンタービーバートザン）（神奈川県厚木市） 10店舗
  - ドイト（さいたま市中央区、パン・パシフィック・インターナショナルホールディングス傘下だったが、2020年2月にコーナンに営業譲渡し、コーナンドイト店として存続）10億円（2007/9）
- コメリ（コメリハード&グリーン、コメリホームセンター、コメリパワー）（新潟市南区）
  - ミスタージョン（三重県津市 2006年4月コメリへ吸収合併）
  - ヤマキ（秋田県能代市→新潟市）：コメリ傘下となった後、2009年4月コメリへ吸収合併
  - キッコリー（元：大阪ガス傘下、大阪府大阪市 コメリ傘下となった後、2006年4月コメリへ吸収合併）

### さ行
- 西條（ベストホーム）（北海道名寄市）
- サンデー（ホームセンターサンデー）（イオングループ傘下、青森県八戸市） 105店舗/493億円（2020/2）
  - ジョイ（ホームセンタージョイ）（山形県山形市、2015年9月にサンデーに吸収合併）
- 島忠（島忠、ホームズ、ニトリホームズ）（埼玉県さいたま市）：ニトリホールディングス
  - 関西島忠、関東島忠、島忠ホームズの3社は2007年9月に島忠に合併
- ジャスト（ニューライフジャスト）（福島県南相馬市）
- ジュンテンドー（島根県益田市） 138店舗（2008/8） 437億円（2006/2）
- ジョイフル本田（茨城県土浦市）
- ジョイフルエーケー（札幌市東区） 4店舗/186億円（2020年2月）：キムラグループ
- スーパーセンターシマヤ（島屋）（富山県射水市）5店舗
- スーパーバリュー（ホームセンタースーパーバリュー）（さいたま市）
- セキチュー（群馬県高崎市） 453億円（2007/2） JASDAQ：9976

### た行
- テーオーリテイリング（テーオーホールディングス傘下、イエローグローブ）（北海道函館市） 20店舗（2008/7）
- DCMホールディングス（東京都品川区）
  - DCM株式会社（東京都品川区）
    - DCMカーマ（愛知県刈谷市）
      - ホームセンタータテヤマ（2007/6にカーマの子会社となり、2008/3/1に吸収合併された）
      - ホームエキスポ（2014/10/1に子会社となり、2015/3/1に吸収合併された）

    - DCMダイキ（旧称｢ホームセンター・ディック｣、愛媛県松山市）
      - ホームセンターサンコー（元は九州産業交通傘下→イエローハット傘下、熊本県）
      - オージョイフル（元はオークワ傘下、大阪府豊中市、2009年3月、ダイキに吸収合併された） 27店舗（2006/9） 262億円（2005/2）
        - 株式会社オーマート（和歌山県和歌山市）
        - 株式会社ジョイフル朝日（大阪府豊中市）

    - DCMホーマック（元はイオングループ傘下、札幌市厚別区）
      - ホーマックニコット（2006年にホーマックの子会社となる）

    - DCMサンワ（青森県青森市）
    - DCMくろがねや（山梨県甲府市） 20店舗（2006/8） 163億円（2006/5）

  - DCMニコット（北海道札幌市厚別区、2006年にホーマック、2022年にDCM株式会社の子会社となる）
  - ケーヨー（ケーヨーデイツー、ケーヨーホームセンター）（千葉市若葉区、2024年9月1日付けでDCMホールディングスに吸収合併並びに屋号もDCMに統一する予定[5]）
    - ニック産業（旧：ニックホビーショップ）（京都市右京区、2009年9月にケーヨーに吸収合併された）
- チャンピオン（ホームセンターチャンピオン）（山形県酒田市）

### な行
- ナンバホームセンター（岡山県津山市）
- ナフコ（ホームプラザナフコ、TWO ONE STYLE）（北九州市小倉北区）
- ニシムタ（鹿児島県鹿児島市）
- 西村ジョイ（香川県高松市）

### は行
- ハンズマン（宮崎県都城市） 11店舗
- ひらせいホームセンター（新潟市西区）
- フジタ産業（ホームセンターハッピーワン）（北海道苫小牧市） 3店舗
- フタガミ（ホームセンターマルニ、ホームセンターハマート、ホームセンターブリコ、ホームセンター佐川）（高知県南国市）17店舗
- PLANT（スーパーセンターPLANT）（福井県坂井市）
- ホームインプルーブメントひろせ（HIヒロセ）（大分県大分市） 20店舗（2007、食品スーパー含む）
- ホームセンターアグロ（兵庫県太子町） 14店舗 139億
- ホームセンターアント（愛知県春日井市） 4店舗
- ホームセンターサンコー（熊本市東区） 15店舗
- ホームセンターセブン（大分県宇佐市） 8店舗（2007）
- ホームセンターバロー（東海地方） 38店舗（2016）
- ホームセンターみつわ（福井県福井市） 4店舗（2024）
- ホームピック（オリンピック傘下、東京都練馬区） 20店舗（2007/9）
- ホームワイド（イオン九州）

### ま行
- マキバ（ハンディホームセンター）（神奈川県湯河原町）
- ムラウチホビー（東京都八王子市）
- メイクマン（沖縄県浦添市）
- モリスホームセンター（兵庫県高砂市）

### や行
- ヤサカ（ホームセンターヤサカ）（東京都福生市）
- ヤスサキ（ヤスサキホームセンター、ワイホーム）（カーマFC）（福井県福井市）
- 山岸（ホームセンターヤマキシ）（福井県あわら市）
- 山崎（ホームセンターやまさき）（宮崎県小林市）
- 山新（茨城県水戸市） 21店舗
- ユニリビング（ユニディ）（株式会社アイリスプラザ、千葉県松戸市）
- 祐徳自動車（ホームセンターユートク）（佐賀県鹿島市） 20店舗（2008/3）
- ユーホー（広島県福山市） 21店舗 260億円

### ら行
- ロイヤルホームセンター（大和ハウスグループ傘下、大阪府大阪市） 52店舗（2013/12）

### わ行
- 綿半ホールディングス（東京都新宿区）
  - 綿半Jマート（Jマート）（東京都三鷹市） 14店舗（2008/9） 179億円（2007/9）
  - 綿半ホームエイド（長野県長野市） 14店舗（2006/4）

## 売上ランキング
売上高1,000億円以上の大手9社の売上序列は、合併、資本系列など捉えにくい側面もあるが、おおむね下の表のとおりである。2018年までは、2006年9月にホーマック・カーマ・ダイキが経営統合したDCMホールディングスが売上高で首位であったが、2019年度にはカインズが首位に立ち、2021年度まで首位を維持している。
| 会社名                   | 店舗数          | 売上高（億円）  | 会社コード               |
| ------------------------ | --------------- | --------------- | ------------------------ |
| カインズ                 | 239（2024/3）   | 5,423（2024/2） | 非上場                   |
| DCMホールディングス      | 669（2022/2）   | 4,768（2023/2） | 3050（東証プライム）     |
| コーナン商事             | 502（2022/2）   | 4,390（2023/2） | 7516（東証プライム）     |
| コメリ                   | 1,214（2023/4） | 3,794（2023/3） | 8218（東証プライム）     |
| アークランズ             | 143（2024/2）   | 3,135（2023/2） | 9842（東証プライム）     |
| ナフコ                   | 359（2022/3）   | 2,022（2023/3） | 2790（東証スタンダード） |
| アレンザホールディングス | 134（2024/2）   | 1,491（2023/2） | 3546（東証プライム）     |
| ジョイフル本田           | 17（2024/6）    | 1,268（2024/6） | 3191（東証プライム）     |
| 島忠                     | 54（2024/3）    | 1,193（2024/3） | 非上場                   |

## テレビ番組
- 日経スペシャル ガイアの夜明け 巨大店の野望 〜ホームセンターが流通を変える〜（2003年9月9日、テレビ東京）[8]。